# Echinodorus cordifolius
Espèce
Echinodorus cordifolius ou Echinodorus cordiforme. Ses synonymes sont Echinodorus ovalis, Echinodorus fluitans et Echinodorus radicans.

## Origine
Cette espèce est présente de l'est des États-Unis jusqu'au Venezuela. Sa présence est également attestée dans les Caraïbes.

## Description
Un des représentants du genre parmi les plus grands. En effet, Echinodorus cordifolius peut atteindre les 120 cm.

## Maintenance
D'envergure très grande, cette plante nécessite des bacs très spacieux. On peut ralentir la croissance en diminuant le temps d'éclairage. Il sera d'ailleurs utile d'élaguer certaines feuilles afin que les plantes voisines n'aient à pâtir de défaut de lumière. Température de 20 à 28 °C.